# Heinrich Bresslau
Heinrich Bresslau (* 19. September 1912 in Straßburg; † 24. April 1997 in São Paulo) war ein deutschbrasilianischer Architekt.

## Leben und Bauten
Ernst Wilhelm Heinrich Bresslau war ein Sohn des Zoologen Ernst Bresslau und seiner Ehefrau Luise, geb. Hoff, und ein Enkel des Historikers Harry Bresslau. Er hatte zwei Schwestern und einen Bruder namens Hermann. Wie dieser besuchte er das Gymnasium Kreuzgasse in Köln. Sein weiterer Ausbildungsgang ist nicht genau dokumentiert, doch liegt es nahe, dass er in München studiert und dort seinen späteren Geschäftspartner in Brasilien, Franz L. Bastian (* 1910), kennengelernt haben könnte. Die Familie Bresslau emigrierte im Jahr 1934 nach São Paulo. Dort setzte Heinrich Bresslau sein Architekturstudium fort und ließ sich anschließend als Architekt nieder. Seine Bürogemeinschaft mit Bastian bestand in den 1940er und 1950er Jahren; ein Teil ihrer Bauten wurde auch in Deutschland publiziert. Es handelte sich dabei um ein Haus für Dr. Werner Rosenfeld und zwei Häuser für Delphina Chiron Levi und für Frank Schlössinger.